# Frontière entre les États-Unis et le Japon
La frontière entre les États-Unis et le Japon est intégralement maritime dans l'océan Pacifique. 
La ligne de délimitation entre la zone économique exclusive et le plateau continental des Îles Mariannes du Nord et du Japon est fondée sur l’équidistance conforme au droit international mais qui n'a pas fait l'objet d'un accord bilatéral.
Farallon de Pajaros, l'île la plus septentrionale des Mariannes, est séparée de l'Île Minamiiwo dans l'archipel d'Ogasawara par une distance de 323 milles nautiques. La frontière théorique passe par une médiane située à 200 milles de ces deux points.